# لاري كوركوران
لاري كوركوران (بالإنجليزية: Larry Corcoran)‏ هو لاعب كرة قاعدة أمريكي، ولد في 10 أغسطس 1859 في بروكلين في الولايات المتحدة، وتوفي في 14 أكتوبر 1891 في نيوآرك في الولايات المتحدة بسبب التهاب الكلى.

## وصلات خارجية
- لاري كوركوران على موقع دوري كرة القاعدة الرئيسي (الإنجليزية)
- لاري كوركوران على موقعبيزبول رفرنس.كوم (الدوري الرئيسي) (الإنجليزية)
- لاري كوركوران على موقعبيزبول رفرنس.كوم (الدوري الثانوي) (الإنجليزية)
- لاري كوركوران على موقع إي إس بي إن.كوم (أم.أل.بي) (الإنجليزية)
- لاري كوركوران على موقع مشجعي الرسوم البيانية (الإنجليزية)